# Paz Eterna (532)
La paz eterna o paz perpetua fue un acuerdo al que llegaron Justiniano I, emperador del Imperio Bizantino y Cosroes I, rey del Imperio Persa, perteneciente a la dinastía sasánida. Este tratado puso fin a la guerra ibérica que enfrentó a ambos imperios entre el 526 y 532 por la disputa del territorio de Iberia caucásica.

## Contexto
La Guerra Ibérica se libró entre los años 526 y 532 entre el Imperio bizantino y el Imperio sasánida por la zona oriental de Iberia. El conflicto estalló principalmente por los tributos y el comercio de especias. Los sasánidas mantuvieron posiciones ventajosas hasta 530, ya que en ese momento los bizantinos recuperaron zonas estratégicas en las batallas de Dara y Satala, mientras que sus aliados gasánidas derrotaron a los lájmidas asociados con el imperio sasánida. Una victoria sasánida en Calinico en 531 continuó la guerra por un año más hasta que los imperios firmaron la "paz perpetua".  
Con la muerte del sah Cavades I (r. 488–496; 499–531) a finales de 531, y el ascenso al trono de su tercer hijo Cosroes I (r. 531–579), la situación cambió. La política de Cosroes I era insegura, mientras, en el lado bizantino el emperador Justiniano I (r. 527-565) estaba más preocupado por recuperar la mitad occidental del Imperio Romano que en continuar la guerra contra Persia.
Justiniano I decidió emplear a su general Belisario en objetivos más ambiciosos que la estéril guerra contra Persia así que decidió enviar como embajadores a Rufinó, Hermógenes, Alejandro y Tomás. Éstos encontraron a Cosroes I en una disposición más conciliadora que su padre, y acordaron que Justiniano I pagaría 110 centenarios (11.000 libras o aprox. 4990 kg de oro). Esto fue motivo de humillación para los bizantinos y dio lugar a revueltas como la de Niká. Teóricamente este pago era una contribución a la defensa de los pasos del Cáucaso contra los bárbaros que viven más allá, y la base del dux de Mesopotamia se retiraría de la fortaleza de Dara a la ciudad de Constancio. Los dos emperadores se reconocerían como iguales y se prometieron asistencia mutua. En un principio, Cosroes I se negó a devolver las plazas de Lázica, mientras exigía la devolución de las otras dos plazas que los bizantinos habían capturado en la Armenia persa. Justiniano I declinó esta propuesta, lo cual rompió el acuerdo. 
Sin embargo, en el verano de 532, una nueva embajada de Hermógenes y Rufino logró persuadir a Cosroes I para un intercambio completo de los fuertes ocupados, así como para permitir que los rebeldes ibéricos exiliados permanecieran en el Imperio bizantino o regresaran a sus hogares. Tras la firma de la “paz eterna”, los años siguientes estuvieron marcados por una atmósfera cordial y de cooperación entre las dos grandes potencias de Oriente Medio. Hasta que volvieron las guerras en el 540.